# 五條港 (雲林縣)
五條港，是臺灣雲林縣臺西鄉的一個傳統地域名稱，位於該鄉西部。相較於今日行政區，其範圍大致包括五港村東部及西部中央偏南地帶。

## 歷史
台灣清治末期，五條港地區為一街庄，稱為「五條港庄」，隸屬於海豐堡。該庄北與崙仔頂庄為鄰，東與普令厝庄為鄰，南邊為山藔庄、海口厝庄，西邊臨臺灣海峽。
1901年（日治明治三十四年）11月，全台廢縣廳改設二十廳，該庄隸屬於斗六廳。1903年（明治三十六年）6月，該庄編入「崙仔頂區」，仍隸屬於斗六廳。1909年（明治四十二年）10月，合併二十廳為十二廳，崙仔頂區改隸屬於嘉義廳。1920年（大正九年），全台地方制度大改正，廢十二廳改設五州二廳，該庄改制為「五條港」大字，隸屬於臺南州虎尾郡海口庄。
戰後海口庄改制為海口鄉，隸屬於臺南縣，大字亦改制為村。1946年9月，海口鄉拆分為臺西、東勢兩鄉，本地區隸屬於臺西鄉。1950年9月，雲、嘉、南分治，臺西鄉改隸屬於雲林縣。

## 聚落
本地區發展較早的聚落有五條港、瓦厝等，在日治期初期的官方地圖上已有記載。

## 交通
省道台17線又稱「西部濱海公路」，是臺中市清水區甲南至屏東縣枋寮鄉水底寮的幹道，大致以北北東－南南西走向轉縱向再轉北偏東—南偏西走向經過海口聚落西郊。由該道路向北北東可前往東勢西北角、麥寮、大城、芳苑等地，向南偏西可前往四湖、口湖、東石、布袋等地。
省道台61線又稱「西部濱海快速公路」，是新北市八里至臺南市安南的快速公路，大致以東北東－西南西走向繞大彎轉北北東—南南西走向經過本地區西部海埔新生地，由此可快速前往台灣西部海岸各地。
縣道155號（民權路、中山路、民族路），是五條港至北港的道路，大致以北向南轉東向西再轉北北東—南南西走向再轉北向南經過本地區中部偏東地帶。由該道路向北可前往五條港並止於省道台17線與台61線共線路口，向南轉南南東可前往四湖、水林、北港並止於省道台19線路口。
鄉道雲3-2線是蚊港至海口厝的道路。
鄉道雲120線是臺西海園至新坤厝的道路。

## 景點
- 五條港安西府
- 五條港漁港
- 海口生活館